# Amina primária

Amina primária

Em química orgânica, amina primária são compostos orgânicos nitrogenados derivado da amônia. São consideradas básicas, pois possuem um par de elétrons livre que pode se ligar a um cátion através de uma ligação covalente dativa.
As aminas são consideradas bases orgânicas, devido ao par eletrônico disponível no átomo de nitrogênio presente nestes compostos.

## Exemplos de compostos
H2N-CH3 - Metilamina
H2N-CH2-CH2-CH3 - Propilamina